# Jardín zoológico de Curitiba
El Jardín zoológico de Curitiba (en portugués:Jardim Zoológico de Curitiba) es un parque zoológico de Brasil que ocupa un área de 530 mil m² y posee ejemplares de fauna de todas partes del mundo. Incluye leones, tigres, chimpancés, hipopótamos, Jirafas, cebras, camellos, arañas y decenas de otras especies, que representan aproximadamente 1.400 animales. Las condiciones ideales en su tratamiento possibilitan la reproducción en cautiverio de animales como el bisón, o el lobo-guará. También existen aulas de educación ambiental para los niños. 